# هومن عبداللهی
هومن عبداللهی معترض ۲۱ سالۀ ایرانی ساکن شهر سنندج بود که در جریان خیزش ۱۴۰۱ ایران پس از اصابت گلوله از سوی نیروهای بسیجی و پاسدار مجروح شد و در بیمارستان درگذشت.
بر اساس گزارش رسیده به سازمان حقوق بشری هه‌نگاو، شامگاه ۱۶ آذر ۱۴۰۱، عبداللهی بعد از اینکه در یکی از محله های روستای حسن‌آباد سنندج هدف تیراندازی نیروهای حکومتی قرار گرفت، بر اثر شدت جراحات جان خود را از دست داد. به گفته شاهدان عینی، او از ناحیه سینه هدف گلوله قرار گرفته و اندکی بعد از انتقال به بیمارستان کوثر سنندج درگذشت. منابع هه‌نگاو گزارش داده‌اند که نیروهای حکومتی بیمارستان کوثر را به محاصره درآورده و در صدد ربایش پیکر او بودند تا شبانه به خاک سپرده شود.

## کشته شدن
هومن عبداللهی در اثر ضرب و شتم پس از اصابت گلوله و مجروح شدن در سنندج کشته شد. در جریان اعتراضات چهارشنبه ۱۶ آذر ، هومن عبداللهی جوان ۲۱ ساله در محله حسن‌آباد سنندج بر اثر تیراندازی نیروهای امنیتی مجروح شد. بر اساس گزارش دریافتی هومن عبداللهی ابتدا زخمی شده بود و به دلیل شدت جراحات و ضربات وارده در بیمارستان کوثر سنندج جان باخت یک منبع آگاه درباره نحوه کشته شدن هومن عبداللهی میگوید: در جریان اعتراضات مردمی در یکی از محله روستای حسن‌آباد سنندج، نیروهای امنیتی از فاصله نزدیک هومن عبداللهی را هدف شلیک با گلوله ساچمه قرار داده و سپس چندین تن از ماموران امنیتی با باتوم و شوکر او را شکنجه کرده بودند پیکر این جان باخته پنج‌شنبه ۱۷ آذر در بیمارستان کوثر سنندج به خانواده تحویل داده شد. اما هنگامی که خانواده در مسیر رفتن به مسجد جهت تشییع جنازه بودند، نیروهای امنیتی آنها متوقف و پیکر این جان باخته را ربودند. و پیکر او را به پادگان لشکر ۲۸ منتقل کرده‌اند بر اساس آمارهای موجود دست‌کم ۱۱۴ شهروند کُرد در جریان اعتراضات مردمی در شهرها و روستاهای کردستان کشته شده‌اند. ۱۲ نفر از جان‌باختگان کودک هستند.

## واکنش ها
بنا به ویدیوهای که در شبکه‌های اجتماعی منتشر شده است، نیروهای سپاه پاسداران به منزل شهروندان در محله حسن آباد سنندج یورش برده و شهروندان را هدف تیراندازی قرار داده‌اند. چندین شهروند نیز با ضرب و شتم توسط این نیروها بازداشت و به مکانی نامعلوم منتقل شده‌اند مردم سنندج اعلام کردند که انتقام خون هومن عبداللهی را خواهند گرفت.

## جستار های وابسته
- بازداشت‌شدگان خیزش ۱۴۰۱ ایران
- نقض حقوق بشر توسط جمهوری اسلامی ایران
- بازداشت‌شدگان خیزش ۱۴۰۱ ایران
- درگیری های۱۴۰۱سنندج